# Капториниды (группа)
Капториниды (лат. Captorhinida) — парафилетическая группа ранних (ныне вымерших) рептилий, традиционно рассматриваемая в ранге отряда и включавшая четыре подотряда:
- Капториноморфы[4] (Captorhinomorpha) (парафилетическая группа, включавшая семейства Protorothyrididae[англ.], капторинид (Captorhinidae), болозаврид (Bolosauridae), аклейсторинид[англ.][5] (Acleistorhinidae) и, возможно, также Batropetidae[англ.]);
- Проколофоны (Procolophonia) (семейства Nyctiphruretidae[англ.], Procolophonidae, Sclerosauridae[англ.]);
- Pareiasauroidea[англ.] (семейства Rhipaeosauridae[англ.] и Pareiasauridae);
- Millerosauroidea[англ.] (единственное семейство Millerettidae[англ.]).

Отряд Captorhinida включал наиболее древних известных в настоящее время амниот. Наиболее ранние представители отряда известны из раннего карбона и характеризуются весьма примитивным строением; в конце триаса вымирают последние его представители. Исходно имели насекомоядный или хищный тип питания, парейазавры и некоторые проколофониды были растительноядными.
Размеры тела преимущественно невелики (20—50 см), хотя позднее появились и существенно более крупные формы (слоноподобные парейазавры достигали в длину 3 м). Внешне многие представители капторинид напоминали современных ящериц. Череп у большинства представителей отряда характеризовался анапсидным типом строения (т. e. височные окна отсутствовали). У Acleistorhinidae, Bolosauridae и некоторых Millerettidae в черепе имелось низко расположенное височное окно (конвергентное сходство с синапсидами).
В позднейших классификациях отряд подвергся расформированию, и все четыре бывших подотряда получили статус отдельных отрядов. При этом отряд капториноморф рассматривается как базальная группа клады эврептилий (Eureptilia), а остальные группы — отряды Millerosauria (миллерозавры), проколофоны (Procolophonia) и парейазавры (Pareiasauria) — были (вместе с некоторыми другими группами рептилий) включены в кладу парарептилий (Parareptilia). Две последних клады обычно объединяют в единый отряд проколофономорф (Procolophonomorpha). Семейства болозаврид и аклейсторинид, выведенные из состава капториноморф, также были отнесены к Procolophonomorpha, а род Batropetes (единственный в семействе Batropetidae) в 1991 году был отнесён к микрозаврам.
Таким образом, в составе Captorhinomorpha остаются лишь два семейства: Protorothyrididae Price, 1937 и Captorhinidae Case, 1911. М. Ф. Ивахненко предложил сохранить именно за данным таксоном название Captorhinida. В указанном объёме отряд существовал с раннего карбона до конца перми. Диагноз отряда по М. Ф. Ивахненко: «Череп удлинённый, относительно узкий, височные окна отсутствуют, зубы остроконические или притуплённо-цилиндрические, иногда многорядные в челюстях, нет палатинальных флангов (вторичного нёба)».